# Mikuláš Konopka
Mikuláš Konopka (* 23. Januar 1979 in Rimavská Sobota) ist ein ehemaliger slowakischer Kugelstoßer.
Der Juniorenweltmeister von 1998 schied bei den Olympischen Spielen 2000 in Sydney und bei den Leichtathletik-Weltmeisterschaften 2001 in Edmonton in der Qualifikation aus.
Bei den Leichtathletik-Halleneuropameisterschaften 2002 in Wien belegte er ursprünglich den dritten Platz, wurde aber nachträglich wegen Dopings mit Stanozolol disqualifiziert und für zwei Jahre gesperrt.
2004 wurde er Zehnter bei den Olympischen Spielen in Athen, 2005 Sechster bei den Halleneuropameisterschaften in Madrid und Elfter bei den Weltmeisterschaften in Helsinki. 
Einem Vorrunden-Aus bei den Leichtathletik-Europameisterschaften 2006 in Göteborg folgte 2007 die Goldmedaille bei den Halleneuropameisterschaften in Birmingham und ein Ausscheiden in der Qualifikation bei den Weltmeisterschaften in Osaka.
Bei einer Dopingkontrolle am 13. Mai 2008 wurde er positiv auf Metandienon getestet und daraufhin lebenslang gesperrt.

## Persönliche Bestleistungen
- Kugelstoßen: 20,66 m,	31. Mai 2001, Ostrava
  - Halle: 21,57 m, 2. März 2007, Birmingham